# Streckbröstad honungsfågel
Streckbröstad honungsfågel (Meliphaga reticulata) är en fågel i familjen honungsfåglar inom ordningen tättingar.

## Utbredning och systematik
Fågeln förekommer i östra Små Sundaöarna, på Timor och Semau. Den behandlas som monotypisk, det vill säga att den inte delas in i några underarter.

## Status
IUCN kategoriserar arten som livskraftig.